# Lee Jung-hyun
Lee Jung-hyun (hangul: 이정현, hancha: 李貞賢; ur. 7 lutego 1980 w Gimje) – koreańska aktorka i wykonawczyni muzyki k-pop.

## Filmy i dramaty
Jej debiutem był film pt. Petal (꽃잎). Zagrała w nim mając 16 lat. Lee Jung Hyun występowała w koreańskich, japońskich i chińskich dramatach.

## Filmografia

### Filmy
- 1996: A Petal
- 1997: Push! Push!
- 1997: Maria and The Inn
- 1997: Sanbuingwa jako Barmanka
- 1999: Route 7
- 2000: Scent of Love
- 2000: Harpy jako Su-yeon
- 2001: Tomak: Save The Earth
- 2006: Rondo jako Choi Yoo-hee
- 2020: Zombie express 2: Półwysep jako Min-jung

### Seriale
- 2006: Rondo (Japonia)
- 2003: Beautiful Heart (Chiny)
- 2001: Beautiful Days
- 1997: Alexander Senki

## Muzyka

### Korea Południowa
Na scenie muzycznej zadebiutowała singlem Wa (와 "Come") – wydała go w roku 1998 i był to jej pierwszy koreański singel. Trzeci singel Lee Jung Hyun – Ba Kkwo (바꿔, "Change") zdobył w 1999 r. nagrodę SBS Seoul za najchętniej oglądaną piosenkę.
Swój pierwszy album, Let's Go To My Star nagrała w roku 1999. Do tej pory wydała siedem albumów i trzy single koreańskie.
Lee Jung Hyun wydała w lipcu 2002 w Korei Południowej VCD pt. "Fantasia", na którym znajdują się teledyski m.in. "Bahn" (반), "Wa (와 "Come")"(와), czy "Ba Kkwo"(바꿔).
Początkowo jej muzyką było ciężkie techno, połączone z tańcem. Później jednak Lee Jung Hyun zmieniła swój muzyczny styl. W piątym albumie Passion Lee Jung Hyun dodała latynoski styl do swojej muzyki. W Passion można zauważyć język hiszpański, gitarę i styl flamenco. Niektóre piosenki zostały zremiksowane z wersji pop do trance lub techno. Lee Jung Hyun podczas swoich koncertów nigdy nie trzyma mikrofonu w ręce, gdyż zawsze tańczy na scenie. W jej każdym teledysku również można zobaczyć ją tańczącą.
Piosenki Lee Jung Hyun – szczególnie Wa (와 "Come") i Ba Kkwo były dodawane do koreańskich wersji popularnej gry Dance Dance Revolution oraz wersji japońskich – DDR 3rd Mix Plus, 4th Mix i 4th Mix Plus. Nuh (Trance Mix) było dodawane do ez2Dancer.

### Dyskografia (koreańska)
| Rok  | Album                          |
| ---- | ------------------------------ |
| 1999 | Let's Go To My Star            |
| 2000 | Peace                          |
| 2001 | Magic To Go To My Star         |
| 2002 | Fantasia (VCD)                 |
| 2002 | I ♡ Natural                    |
| 2003 | Summer Party (album specjalny) |
| 2004 | Passion                        |
| 2006 | Fantastic Girl                 |
| 2009 | Avaholic (minialbum)           |
| 2010 | Lee Jung Hyun 007th            |

| Rok  | Singel                   |
| ---- | ------------------------ |
| 1998 | Wa (와 "Come")           |
| 1999 | Ba Kkwo (바꿔, "Change") |

### Japonia
Scenę japońską podbiła singlem Heaven (2004 r.). Jej pierwszym japońskim albumem był album pt."WA -come on-. Drugi album został nagrany w 2006 r. i znajdują się na nim przetłumaczone piosenki koreańskie. W sumie wydała dwa albumy i dwa single japońskie. W niedalekich planach piosenkarki jest wydanie trzeciego singla w Japonii.

### Dyskografia (japońska)
| Rok   | Album                     |
| ----- | ------------------------- |
| 2005: | WA -come on- (mały album) |
| 2006: | This Is Hyony             |

| Rok   | Singel                           |
| ----- | -------------------------------- |
| 2004: | Heaven                           |
| 2005: | Passion ~Jounetsu~ / Heavy world |

### Chiny
Lee Jung Hyun ma wystąpić ze swoimi oryginalnymi, koreańskimi piosenkami na igrzyskach olimpijskich w 2008 r., które odbędą się w Pekinie. Podczas ceremonii otwarcia ma wystąpić jako 19 z 20 występujących piosenkarzy i piosenkarek. Lee Jung Hyun wydała pierwszy album w Chinach. Album nosi tytuł Love Me i wyszedł 6 marca 2008 r.

Chińska piosenkarka Sammi Cheng przerobiła kilka hitów Lee Jung Hyun np. "Wa (와 "Come")", "Ba Kkwo", "Nuh (You)" i śpiewa je po kantońsku i mandaryńsku.

### Dyskografia (chińska)
| Rok   | Album   |
| ----- | ------- |
| 2008: | Love Me |

## Nagrody
- 1996 Dae Jong Award for Best New Actress
- 1996 Yung Pyung Award for Best Newcomer Performance
- 1998 Best New Performer (za muzykę)
- 1999 Best New Performer (za muzykę)
- 1999 Most Broadcasted Song in SBS Seoul (za piosenkę Ba Kkwo (바꿔, "Change"))